# Barbaza (Antique)
Barbaza is een gemeente in de Filipijnse provincie Antique op het eiland Panay. Bij de laatste census in 2007 had de gemeente bijna 21 duizend inwoners.

## Geografie

### Bestuurlijke indeling
Barbaza is onderverdeeld in de volgende 39 barangays:
| - Baghari - Bahuyan - Beri - Biga-a - Binangbang - Binangbang Centro - Binanu-an - Cadiao - Calapadan - Capoyuan - Cubay - Embrangga-an - Esparar | - Gua - Idao - Igpalge - Igtunarum - Integasan - Ipil - Jinalinan - Lanas - Langcaon - Lisub - Lombuyan - Mablad - Magtulis | - Marigne - Mayabay - Mayos - Nalusdan - Narirong - Palma - Poblacion - San Antonio - San Ramon - Soligao - Tabongtabong - Tig-Alaran - Yapo |

## Demografie
Barbaza had bij de census van 2007 een inwoneraantal van 20.709 mensen. Dit zijn 2.112 mensen (11,4%) meer dan bij de vorige census van 2000. De gemiddelde jaarlijkse groei komt daarmee uit op 1,49%, hetgeen lager is dan het landelijk jaarlijks gemiddelde over deze periode (2,04%).